# Naruto Shippuden: Ultimate Ninja Storm 2
Naruto Shippuden: Ultimate Ninja Storm 2 è il secondo videogioco della serie Ultimate Ninja Storm per PlayStation 3 e per la prima volta, anche per Xbox 360. Il gioco è stato pubblicato in Italia il 3 marzo 2011, nel resto d'Europa il 4 marzo 2011, mentre in Giappone il 25 febbraio 2011. Namco Bandai ha pubblicato, grazie al creatore del manga, Masashi Kishimoto, anche una Collector's Edition contenente una copia del gioco, la colonna sonora dello stesso, un artwork in laser raffigurante Naruto con la veste da Hokage, ed un codice per sbloccare nel gioco il personaggio Minato Namikaze altrimenti disponibile come penultimo personaggio sbloccabile.
Dal 25 agosto 2017, è disponibile Naruto Shippuden: Ultimate Ninja Storm Trilogy, raccolta che include il primo Storm, Storm 2 e Storm 3 Full Burst, su PlayStation 4, Xbox One, Nintendo Switch, Windows e attraverso le piattaforme PlayStation Network, Xbox Live, Nintendo eShop e Steam, il cui è possibile acquistarli anche singolarmente nel formato digitale.

## Trama
La trama del gioco segue fedelmente la trama di Naruto Shippuden dall'inizio, fino alla conversione di Pain, e il ritorno da eroe di Naruto nel villaggio, esattamente prima della nomina ad Hokage di Danzo Shimura, mai nominato nel gioco. Particolarmente curate sono le boss fight , che tramite dei quick time event ricalcano in modo abbastanza fedele i reali avvenimenti del manga ma non dell'anime. 

## Modalità di gioco
- Una modalità Storia in cui si ripercorre le tappe salienti della seconda parte della serie, dal ritorno di Naruto al Villaggio della Foglia, sino allo scontro con il leader di Alba, Pain[2][3]

- La grafica della modalità esplorativa è in 2,5D, ossia, personaggi in 3D che si muovono su uno sfondo in 2D. I combattimenti invece si svolgono in arene in 3D;

- A differenza del primo capitolo, dove si svolgevano battaglie VS contro 3 Boss, qui ve ne sono diverse: Naruto e Sakura contro Kakashi, Gaara Kazekage contro Deidara, Chiyo e Sakura contro Sasori, Naruto[4] contro Orochimaru, Naruto contro Sasuke[5], Sasuke contro Itachi, Jiraiya contro Pain[6] e Naruto Modalità Eremitica[7] contro Pain.[8]

- Come nel capitolo precedente, sono presenti due personaggi di supporto in grado di agire di propria iniziativa, attaccando il nemico, oppure difendendolo, questo in base al livello di riempimento della barra di supporto; mentre ad un certo punto del combattimento, sarà possibile usare una Super Combo a 3.

- I personaggi possono trasformarsi (Modalità Risveglio): per soddisfare tale requisito, la barra del giocatore dovrà trovarsi sotto la metà (parte rossa), e successivamente ricaricare quella del chakra.

- I personaggi dispongono un Jutsu e di una Tecnica Suprema denominata Ougi, la varietà del Jutsu dipende da quanto verrà caricata la barra di potenza. Prendendo come esempio il Rasengan, premendo semplicemente Triangolo + Cerchio (PS3) o Y + B (Xbox 360), si otterrà un Rasengan semplice, tenendo invece premuti i tasti O o B, si otterrà un Grande Rasengan (Naruto). Nel caso in cui si stia impersonando Sasuke, si verrà a creare la medesima situazione, in cui premendo semplicemente i due tasti corrispondenti si utilizzerà la Tecnica della Palla di Fuoco Suprema, mentre tenendo premuti i tasti B o O, si potrà eseguire la Tecnica del Drago di Fuoco Supremo.

## Personaggi giocabili[9]
- Naruto Uzumaki (Arte del vento: Rasen shuriken/Rasengan a nove code)
- Sakura Haruno
- Sai
- Naruto Uzumaki (Modalità eremita/Costume da Hokage)
- Karin
- Suigetsu Hozuki
- Sasuke Uchiha (Kirin/Vera lancia Mille Falchi)
- Neji Hyuga
- Rock Lee
- Tenten
- Sasuke Uchiha (Taka)
- Jugo
- Kabuto Yakushi
- Orochimaru
- Shikamaru Nara
- Ino Yamanaka
- Choji Akimichi
- Kankuro
- Temari
- Gaara Kazekage
- Shino Aburame
- Kiba Inuzuka
- Hinata Hyuga
- Vecchia Chiyo
- Sasori
- Deidara
- Kakashi Hatake
- Yamato
- Gai Maito
- Tobi
- Kakuzu
- Hidan
- Asuma Sarutobi
- Jiraiya
- Tsunade
- Killer Bee
- Konan
- Kisame Hoshigaki
- Itachi Uchiha
- Minato Namikaze
- Pain
- Lars Alexandersson

## Ultimate Ninja Storm Trilogy
Il 25 agosto 2017, è stato reso dispobile Naruto Shippuden: Ultimate Ninja Storm Trilogy, raccolta che include il primo Storm, Storm 2 e Storm 3 Full Burst, non solo su PlayStation 4, ma anche per Xbox One, Nintendo Switch, Windows, il cui è possibile acquistarli pure singolarmente in formato digitale su PlayStation Network, Xbox Live, Nintendo eShop e Steam.

## Accoglienza
La rivista Play Generation lo classificò come il quinto migliore titolo picchiaduro del 2011.